# Norman Pogson
Norman Robert Pogson (Nottingham, 23 de marzo de 1829 - Chennai, 23 de junio de 1891) fue un astrónomo británico.

## Biografía
A los 18 años Pogson había ya calculado las órbitas de dos cometas. En 1851 comenzó a trabajar como ayudante en el Observatorio Radcliffe de Oxford y en 1860 se trasladó a Madrás (India) donde desempeñó el cargo de astrónomo del gobierno y dirigió el Observatorio de Madrás hasta su muerte. A lo largo de su carrera descubrió ocho asteroides y 21 estrellas variables.
Su mayor contribución a la astronomía fue observar que en el sistema de expresar la magnitud aparente de las estrellas propuesto por Hiparco de Nicea, las estrellas de primera magnitud son alrededor de cien veces más brillantes que los de sexta magnitud. En 1856 propuso adoptar este sistema en el que cada decremento en la escala de magnitud aparente representa un descenso del brillo igual a la raíz quinta de 100 (≈ 2.512), constante denominada razón de Pogson:
La magnitud aparente de las estrellas está dada por la siguiente fórmula:
m1 - m2 = -2.5 log10 (L1 / L2)
donde m es la magnitud aparente y L es la luminosidad, para las estrellas 1 y 2.

## Eponimia
- El cráter lunar Pogson lleva este nombre en su memoria.[2]
- En su honor también se nombró el asteroide (1830) Pogson.[3]

## Premios y reconocimientos
- 1856 Premio Lalande junto con Jean Chacornac por el descubrimiento del asteroide 42 Isis el 23 de mayo de 1856.